# Barbados' flag
Barbados' flag blev taget i brug 30. november 1966, øens første befrielsesdag. Det består af tre farvefelter med to ultramarineblå bånd separeret af et gult bånd i midten. Der er et sort treforkhovede i midten af det gule bånd.
Det sorte treforkhoved, også kendt som "den ødelagte trefork", symboliserer Barbados' uafhængighed fra Storbritannien (kolonimagtens nationalvåben var en hel trefork). Hver spids repræsenterer et demokratisk punkt, det ultramarineblå repræsenterer havet og himlen, mens det gule repræsenterer sandet på Barbados.
- Wikimedia Commons har flere filer relateret til Barbados' flag

| Flag | Spire Denne artikel om flag eller vexillologi er en spire som bør udbygges. Du er velkommen til at hjælpe Wikipedia ved at udvide den. |